# STS-60
STS-60 byla mise raketoplánu Discovery. Celkem se jednalo o 60. misi raketoplánu do vesmíru a 18. pro Discovery. Cílem mise bylo vynesení objektu WSF.

## Posádka
- Charles F. Bolden (4) velitel
- Kenneth S. Reightler Jr. (2) pilot
- Nancy Davisová (2) letový specialista 1
- Ronald Michael Sega (1) letový specialista 2
- Franklin R. Chang-Diaz (4) letový specialista 3
- Sergej K. Krikaljov (3) letový specialista 4, Roskosmos

V závorkách je uvedený dosavadní počet letů do vesmíru včetně této mise.